# Gonthier de Baignaux
Pour les articles homonymes, voir Gonthier.
Gonthier de Baignaux, mort le 20 juillet 1385, est un prélat français, évêque du Mans au XIVe siècle. 

## Biographie
Gontier de Baignaux est secrétaire des finances (ministre) de Charles V, lorsque celui-ci le nomme évêque du Mans. 
Les chanoines du Gué de Mauni sont venus s'établir dans la ville du Mans et l'évêque de Baignaux veut exercer sur eux le droit de juridiction épiscopale, mais il échoue dans ses prétentions. Un différend semblable avec son chapitre n'est terminé que sous son successeur. 
L'évêque Gontier est nommé à l'archevêché de Sens en 1385, mais meurt la même année.

## Sources
- Paul Piolin, Histoire de l'église du Mans, H. Vrayet de Surcy éd., Paris, 1861.
- Julien Remi Pesche, Biographie et bibliographie du Maine et du département de la Sarthe, Le Mans, Paris, 1828.